# Ágios Geórgios (Oreókastro, Thessalonique)
Ágios Geórgios (grec moderne : Άγιος Γεώργιος) est une localité située dans le dème d'Oreókastro, dans le district régional de Thessalonique, dans la periphérie de Macédoine-Centrale, en Grèce.
Selon le recensement de 2011, elle compte 329 habitants.